# B-SIDE+
『B-SIDE+』（ビーサイド・プラス）は吉川晃司のベスト・アルバム。
2014年8月16日 にワーナーミュージック・ジャパンよりライブ会場とファンクラブなどで販売された限定販売アルバム。

## 概要
シングル・カップリング曲で、オリジナル・アルバム未収録曲を集めたベストアルバム。しかし「アクセル」収録の「ミッドナイト・ブルー」「サヨナラは八月のララバイ」収録の「フライデーナイトレビュー(Seaside Version)「KISSに撃たれて眠りたい」収録の「Rainly Lane ~1993～」は収録が見送られた。『SINGLES+』同様に30周年記念のアルバム。ジャケットは『SINGLES+』と色違い。2014年8月16日に日本武道館で行われた『KIKKAWA KOJI Birthday Night "B-SIDE+"』の公演会場にて発売（ライブ参加者以外の一般購入も可能）。その後、ファンクラブや有料公式モバイルサイトを通じ期間限定で通信販売が行われた。先の販売方法のみで販売された為、現在は廃番となり音源入手が困難となっている。iTunes Store等の配信サービスでは、本アルバムは未配信となっている。

## 収録曲
| #         | タイトル                   | 作詞                     | 作曲      | 編曲               | 時間  |
| --------- | -------------------------- | ------------------------ | --------- | ------------------ | ----- |
| 1.        | 「真夜中のストレンジャー」 | 松尾由紀夫               | 佐藤健    | 大村雅朗           | 4:18  |
| 2.        | 「Miss You」               | 三浦徳子                 | 大村雅朗  | 大村雅朗           | 4:05  |
| 3.        | 「Rainy Lane」             | さがらよしあき・麻生圭子 | 佐藤健    | 大村雅朗           | 4:26  |
| 4.        | 「I'm So Crazy」           | 安藤秀樹                 | 吉川晃司  | 後藤次利           | 3:40  |
| 5.        | 「奪われたWink」           | 松本一起                 | 岡村靖幸  | 後藤次利           | 4:20  |
| 6.        | 「永遠のVELVET KISS」      | 安藤秀樹                 | 原田真二  | 後藤次利           | 4:04  |
| 7.        | 「無口なmoonlight」        | 安藤秀樹                 | 羽田一郎  | 佐藤健             | 4:09  |
| 8.        | 「Black Corvette」         | 吉川晃司                 | 吉川晃司  | ホッピー神山       | 5:04  |
| 9.        | 「激しい季節」             | 吉川晃司                 | 吉川晃司  | 吉田建             | 4:30  |
| 10.       | 「Stripper」               | 吉川晃司                 | 吉川晃司  | 吉田建、吉川晃司   | 3:44  |
| 11.       | 「Only Love」              | 吉川晃司                 | 吉川晃司  | 吉川晃司、菅原弘明 | 3:45  |
| 12.       | 「STRANGE FRUITS」         | 吉川晃司                 | 吉川晃司  | 吉川晃司、菅原弘明 | 4:20  |
| 13.       | 「NAKED」                  | 松井五郎、吉川晃司       | 吉川晃司  | 吉川晃司、片桐久尚 | 3:50  |
| 14.       | 「夏色の恋に着換えて」     | 吉川晃司                 | 吉川晃司  | 吉川晃司           | 4:11  |
| 15.       | 「JUSTICE」                | 吉川晃司                 | 吉川晃司  | 吉川晃司、菅原弘明 | 4:35  |
| 16.       | 「地上より永遠に」         | Jam                      | 吉川晃司  | 菅原弘明           | 4:27  |
| 17.       | 「SPICY」                  | 吉川晃司                 | 吉川晃司  |                    | 4:19  |
| 18.       | 「朝焼け」                 | 吉川晃司、松井五郎       | 吉川晃司  | 菅原弘明           | 4:20  |
| 合計時間: | 合計時間:                  | 合計時間:                | 合計時間: | 合計時間:          | 76:07 |

### 楽曲解説
1. 真夜中のストレンジャー
シングル『モニカ』カップリング曲。
2. Miss You
シングル『LA VIE EN ROSE』カップリング曲。
また、両A面のシングル・レコードとしても発売。アルバム初収録。
3. Rainy Lane
シングル『You Gotta Chance 〜ダンスで夏を抱きしめて〜』カップリング曲。
4. I'm so crazy
シングル『RAIN-DANCEがきこえる』カップリング曲。
吉川の作品の初リリース楽曲。アルバム収録は26年振り。
5. 奪われたWink
シングル『キャンドルの瞳』カップリング曲。アルバム初収録。親友、岡村靖幸の作曲。
6. 永遠のVELVET KISS
シングル『MODERN TIME』カップリング曲。アルバム収録は28年振り。
7. 無口なmoonlight
シングル『すべてはこの夜に』カップリング曲。
8. Black Corvette
シングル『Virgin Moon』カップリング曲。
9. 激しい季節
シングル『せつなさを殺せない』カップリング曲。アルバム初収録。
10. Stripper
シングル『Rambling Rose』カップリング曲。アルバム初収録。
11. Only Love
シングル『SPEED』カップリング曲。アルバム初収録。
12. STRANGE FRUITS
シングル『エロス』カップリング曲。アルバム初収録。
13. NAKED
シングル『Glow In The Dark』カップリング曲。アルバム初収録。
14. 夏色の恋に着換えて
シングル『ギラギラ』カップリング曲。テレビアニメ『パパと踊ろう』主題歌。アルバム初収録。
15. JUSTICE
シングル『恋のジェリーフィッシュ』カップリング曲。アルバム初収録。
16. 地上より永遠に
シングル『狂った太陽』カップリング曲。アルバム初収録。
17. SPICY
シングル『サバンナの夜』カップリング曲。アルバム初収録。
18. 朝焼け
シングル『SAMURAI ROCK』カップリング曲。アルバム初収録。